# Asarkina angustata
Asarkina angustata är en tvåvingeart som beskrevs av Becker 1909. Asarkina angustata ingår i släktet Asarkina och familjen blomflugor.
Artens utbredningsområde är Kenya. Inga underarter finns listade i Catalogue of Life.